# Système Torpedo
Le Système Torpedo (Torpedo System en anglais) désigne un système de jeu de hockey sur glace. Il est intensément utilisé par l'équipe nationale de Suède lors des compétitions internationales.

En cyclisme, c'est également le nom  donné au système de frein de bicyclette à rétropédalage.

## Historique
Il a été inventé par Mats Waltin alors entraîneur du Djurgårdens IF.
Ce système a été utilisé par la Suède lors des Jeux olympiques de 2002, et dans la Ligue nationale de hockey à partir de 2005 lorsque la ligne rouge a été supprimée, permettant ainsi la passe de deux lignes vers les torpedos.

## Principe
Le système convertit le traditionnel schéma du hockey composé de trois attaquants et de deux défenseurs, en deux torpedos devant, deux milieux, et un seul défenseur en position de libéro. 
Les torpedos mettent la pression sur l'équipe adverse, sont responsables de l'échec-avant dans les coins lorsque le palet est en zone offensive, et restent autour de la zone neutre pour se porter rapidement en position de marquer (grâce à une longue passe transversale ou passe torpedo). Les demi patinent sans cesse et cherchent à intercepter le palet. Ils montent jusqu'au cercle d'engagement en zone offensive et viennent défendre sur les torpedos adverses. Le libéro protège son équipe de toute contre-attaque.
Ce système est utilisé au niveau international par la Suède du fait de plus grandes surfaces de la glace. Il se démarque du système de la trappe, populaire dans les années 1990.